# Maple Springs
Maple Springs es un área no incorporada (o conocidas como aldea) ubicada en el condado de Chautauqua en el estado estadounidense de Nueva York. Maple Springs se encuentra ubicada dentro del pueblo de Ellery.

## Geografía
Maple Springs se encuentra ubicada en las coordenadas 42°11′48″N 79°25′26″O / 42.19667, -79.42389.